# Oblík (geologie)

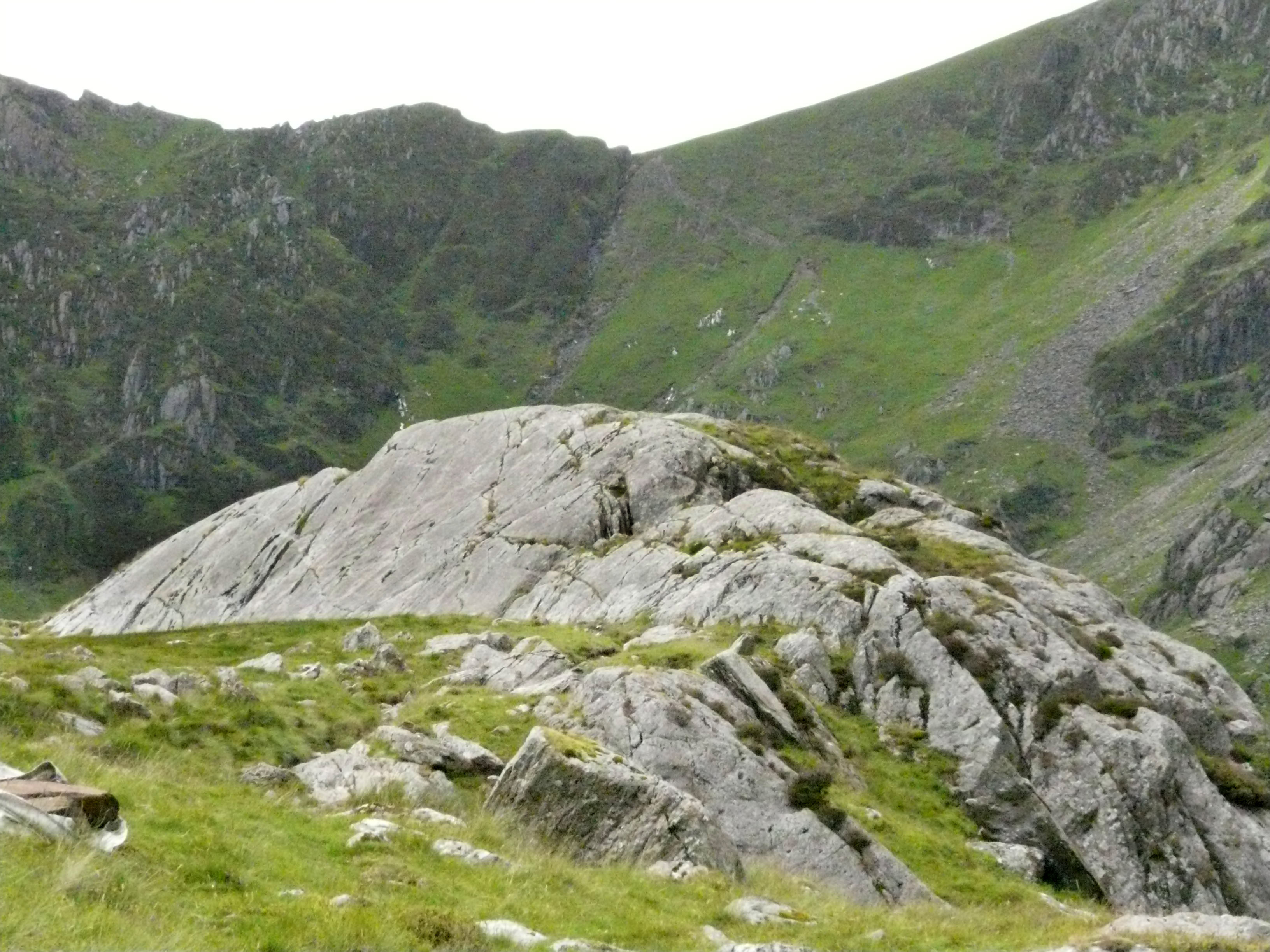
Oblík ve Walesu

Oblík je ledovcem ohlazená i rýhovaná skalnatá vyvýšenina. Oblíky jsou základním tvarem plošně působící glaciální eroze. Český název „oblík“ zavedl Josef Kunský.

## Synonymum
- roche moutonnée

## Popis
Oblík je okrouhlý nebo elipsovitě protáhlý. U oblíků převládá délka nad výškou, v ledovcových údolích jsou několik decimetrů až metrů vysoké, v oblasti Labradoru, Skandinávie i jinde mohou tvořit i menší kopce.
Oblíky bývají často poznamenány exaračními rýhami, které do nich vybrázdilo ledovcové těleso pomocí spodní morény.

## Výskyt
Oblíky jsou hojné v místech modelovaných ledovci. Vyskytují se v karech, na dnech ledovcových údolí, ale především v oblastech kontinentálního zalednění. Obdobou oblíků, v jezerech a v mořích, jsou skjäry (šéry, holmeny).